# Polonia Bydgoszcz
Le BKS Polonia Bydgoszcz (Bydgoski Klub Sportowy) est un club omnisports polonais basé à Bydgoszcz et fondé en 1920 en tant que club de football. Ses principales sections sont le speedway, le football et le hockey sur glace.
Actuellement, la section la plus importante est celle de speedway.

## Historique
- 1920 : fondation du club sous le nom de KS Polonia
- 1932 : le club est renommé BKS Polonia
- 1949 : le club est renommé Milicyjny KS Gwardia
- 1956 : le club est renommé Gwardyjski KS Polonia
- 1990 : le club est renommé BKS Polonia
- 2003 : le club de speedway est renommé BTŻ Polonia, le club de football est renommé KP Polonia
- 2006 : le club de speedway est renommé ŻKS Polonia